# Drawno
Drawno (en allemand : Neuwedell ; en cachoube : Nowi Wedel) est une ville de la voïvodie de Poméranie-Occidentale, dans le nord-ouest de la Pologne. Elle est le siège de la gmina de Drawno, dans le powiat de Choszczno.

## Histoire
De 1815 à 1945, Neuwedell fait partie de l'arrondissement d'Arnswalde dans le district de Francfort au sein de la province de Brandebourg.